# Hamodia
Hamodia (en hebreo: המודיע, "El Anunciador") es un periódico diario escrito en hebreo, publicado en Israel. También se publica una edición en inglés para Estados Unidos e Israel, y una edición semanal que se publica en Inglaterra. La versión estadounidense es el primer periódico judío jaredí publicado en inglés en los Estados Unidos. También es el único periódico judío ortodoxo publicado diariamente en dos ediciones diferentes. El periódico fue fundado en 1950 por el rabino Y. L. Levin, hijo del rabino I. M. Levin de Varsovia y Jerusalén. Es el más importante periódico de la comunidad Judía Ultraortodoxa (Jaredí).
Su política editorial refleja el punto de vista de los jaredíes. Su redacción se mueve por los principios de la Halajá, la ley religiosa judía. Debido a ello, por ejemplo, a la hora de informar sobre un caso de corrupción en un ayuntamiento de Israel, se menciona el delito, pero no el nombre del alcalde. En las páginas del diario no hay tampoco noticias de sucesos, ya sean asesinatos o delitos de drogas. Igualmente en el periódico no aparecen imágenes de mujeres. El rotativo, además de numerosas noticias y reportajes sobre la vida religiosa y de comunidades judías dentro y fuera de Israel, ofrece secciones de política y economía, pero no de deportes. 
La Torá y temas relacionados son más comúnmente escritos por los reporteros del diario, mientras que la mayoría de las noticias nacionales e internacionales son sacadas de otras fuentes noticiosas, como Reuters y Associated Press. Una edición semanal, en inglés, es publicada simultáneamente en Jerusalén, Londres y Nueva York. 
Las ediciones en inglés de Hamodia gozan de una gran circulación. Fue impresa por primera vez el 27 de febrero de 1998 como un periódico semanal y el 15 de diciembre de 2003 se expandió para incluir una publicación diaria. La edición diaria se publica de lunes a viernes, mientras que los sábados no aparece, debido al Shabat, y tampoco circula los días de festividades religiosas judías. La edición semanal se imprime los miércoles, e incluye secciones expandidas y un suplemento.
El eslogan de Hamodia es "El periódico de La Torá judía".